# Liste der Kreisstraßen im Landkreis Garmisch-Partenkirchen
Die Liste der Kreisstraßen im Landkreis Garmisch-Partenkirchen ist eine Auflistung der Kreisstraßen im bayerischen Landkreis Garmisch-Partenkirchen mit deren Verlauf. 

## Abkürzungen
- GAP: Kreisstraße im Landkreis Garmisch-Partenkirchen
- St: Staatsstraße in Bayern
- WM: Kreisstraße im Landkreis Weilheim-Schongau

## Liste
Nicht vorhandene bzw. nicht nachgewiesene Kreisstraßen werden in Kursivdruck gekennzeichnet, ebenso Straßen und Straßenabschnitte, die unabhängig vom Grund (Herabstufung zu einer Gemeindestraße oder Höherstufung) keine Kreisstraßen mehr sind.
Der Straßenverlauf wird in der Regel von Nord nach Süd und von West nach Ost angegeben.
| Nr. GAP | Verlauf |
| ------- | --- |
| GAP 1   | in Waltersberg – Hofheim – St 2038 – Aidling – Riegsee – Froschhausen – in Murnau                               |
| GAP 2   | (WM 16 im Landkreis Weilheim-Schongau) – Landkreisgrenze – Höldern – Schöffau – St 2372 in Uffing am Staffelsee |
| GAP 3   | (WM 24 im Landkreis Weilheim-Schongau) – Landkreisgrenze – in Sommerhof                                         |
| GAP 4   | (WM 11 im Landkreis Weilheim-Schongau) – Landkreisgrenze – St 2038                                              |